# Софі Скелтон
Софі Александра Скелтон (англ. Sophie Alexandra Skelton; нар. 7 березня 1994) — британська акторка.

## Біографія
Софі Скелтон народилася і виросла у Вудфорді, Великий Манчестер, в родині Саймона і Рут Скелтон. Скелтон з дитинства займалася балетом, однак в 15 років її помітив агент і вона вирішила присвятити себе акторській професії.
Скелтон дебютувала на телебаченні в телесеріалі «Наслідки» у 2012 році. Після декількох гостьових ролей на телебаченні, в січні 2016 року Скелтон отримала роль Бріани, дочки головних героїв, в американському телесеріалі «Іноземка».

## Фільмографія
| Рік       |    | Українська назва     | Оригінальна назва          | Роль                            |
| --------- | -- | -------------------- | -------------------------- | ------------------------------- |
| 2012      | с  | Наслідки             | DCI Banks                  | Бекка Сміт                      |
| 2013      | с  |                      | The Dumping Ground         | Есме Васкес-Джонс               |
| 2013      | с  | Лікарі               | Doctors                    | Ясмін Керіш                     |
| 2013-2014 | с  | Вулиця Ватерлоо      | Waterloo Road              | Єва Бостон                      |
| 2014      | ф  |                      | The War I Knew             | Маргарет                        |
| 2015      | с  | Лікарі               | Doctors                    | Еллен Сінглтон                  |
| 2015      | с  | Війна Фойла          | Foyle's War                | студентка Джейн                 |
| 2015      | с  |                      | So Awkward                 | Софія Меттьюс                   |
| 2015      | с  | Катастрофа           | Casualty                   | Джемма Холт                     |
| 2016      | с  | Рен                  | Ren                        | Рен                             |
| 2016      | кф |                      | Blackbird                  | Роуз                            |
| 2016      | с  | Чужоземка            | Outlander                  | Брианна «Брі» Рендалл / Фрейзер |
| 2017      | ф  | Син іншої матері     | Another Mother's Son       | Джесс                           |
| 2018      | ф  | День мерців: Родовід | Day of the Dead: Bloodline | Зої Паркер                      |